# Gorna Belitsa
Gorna Belitsa (en macédonien Горна Белица) est un village du sud-ouest de la Macédoine du Nord, situé dans la municipalité de Struga. Le village comptait 1 habitant en 2002.

## Démographie
Lors du recensement de 2002, le village comptait :
- Macédoniens : 1.